# 羽鳥空
羽鳥 空（はとり そら）は日本の女性声優。主にアダルトゲームに声をあてている。

## 出演作品
太字は主役・メインキャラクター

### アダルトゲーム

#### 2009年
- 終わりなき夏 永遠なる音律（木田 真央）
- しろくまベルスターズ♪（星名 ななみ[1]）

#### 2010年
- 恋神 -ラブカミ-（富士宮 サクヤ[2]）

#### 2011年
- 神聖にして侵すべからず（樫村 操[3]）

#### 2012年
- この大空に、翼をひろげて（姫城 ほたる[4]）

#### 2013年
- マテリアルブレイブ イグニッション（エーリカ・フォン・アウフシュナイター）
- この大空に、翼をひろげて FLIGHT DIARY（姫城 ほたる[5]）
- 向日葵の教会と長い夏休み（鮎ヶ瀬 月子[6]）
- 恋せよ!!妹番長（鬼灯 ましろ[7]）
- ひめごとユニオン（ディアーネ＝ルク＝エルバトス＝フォンティーヌ）
- ココロ@ファンクション!（ベル[8]）

#### 2014年
- 恋剣乙女～再燃～（ヒビキ）
- ひめごとユニオン もーっとH! 〜巻ノ四 ヒメリアのラブ盛りスイートアルバム〜（ディアーネ＝ルク＝エルバトス＝フォンティーヌ）
- ココロ@ファンクション! NEO（ベル）

#### 2015年
- ひめごとユニオン Last Secret（ディアーネ＝ルク＝エルバトス＝フォンティーヌ）

#### 2016年
- 珊海王の円環（ヴェパルー[9]）

#### 2017年
- あいりすミスティリア!〜少女のつむぐ夢の秘跡〜（ヴァレリア[10]）

### コンシューマーゲーム
- しろくまベルスターズ♪ ハッピーホリデーズ!（2012年、星名 ななみ[11]）
- 向日葵の教会と長い夏休み -extra vacation-（2013年、鮎ヶ瀬 月子[12]）
- この大空に、翼をひろげて CRUISE SIGN（2016年、姫城 ほたる）

## キャラクターソング
※太字は羽鳥空の役名。
| 発売日   | タイトル                                                             | 名義                 | 楽曲                             | タイアップ                        |
| 2009年   | 2009年                                                               | 2009年               | 2009年                           | 2009年                            |
| -------- | -------------------------------------------------------------------- | -------------------- | -------------------------------- | --------------------------------- |
| 10月23日 | しろくまベルスターズ♪ キャラクターソングCD 「ジングルベルスターズ♪」 | 星名ななみ           | 「Sugary Bitter Sweet」          | PCゲーム『しろくまベルスターズ♪』 |
| 12月11日 | しろくまベルスターズ♪ サウンドトラックCD                             | しろくまベルスターズ | 「Winter Bells♪ 合唱バージョン」 | PCゲーム『しろくまベルスターズ♪』 |

### ユニットメンバー
1. ↑  星名ななみ（羽鳥空）、月守りりか（有栖川みや美）、柊ノ木硯（七原ことみ）、鰐口きらら（榊るな）